# Sabrina Praga
Pour les articles homonymes, voir Sabrina et Praga.

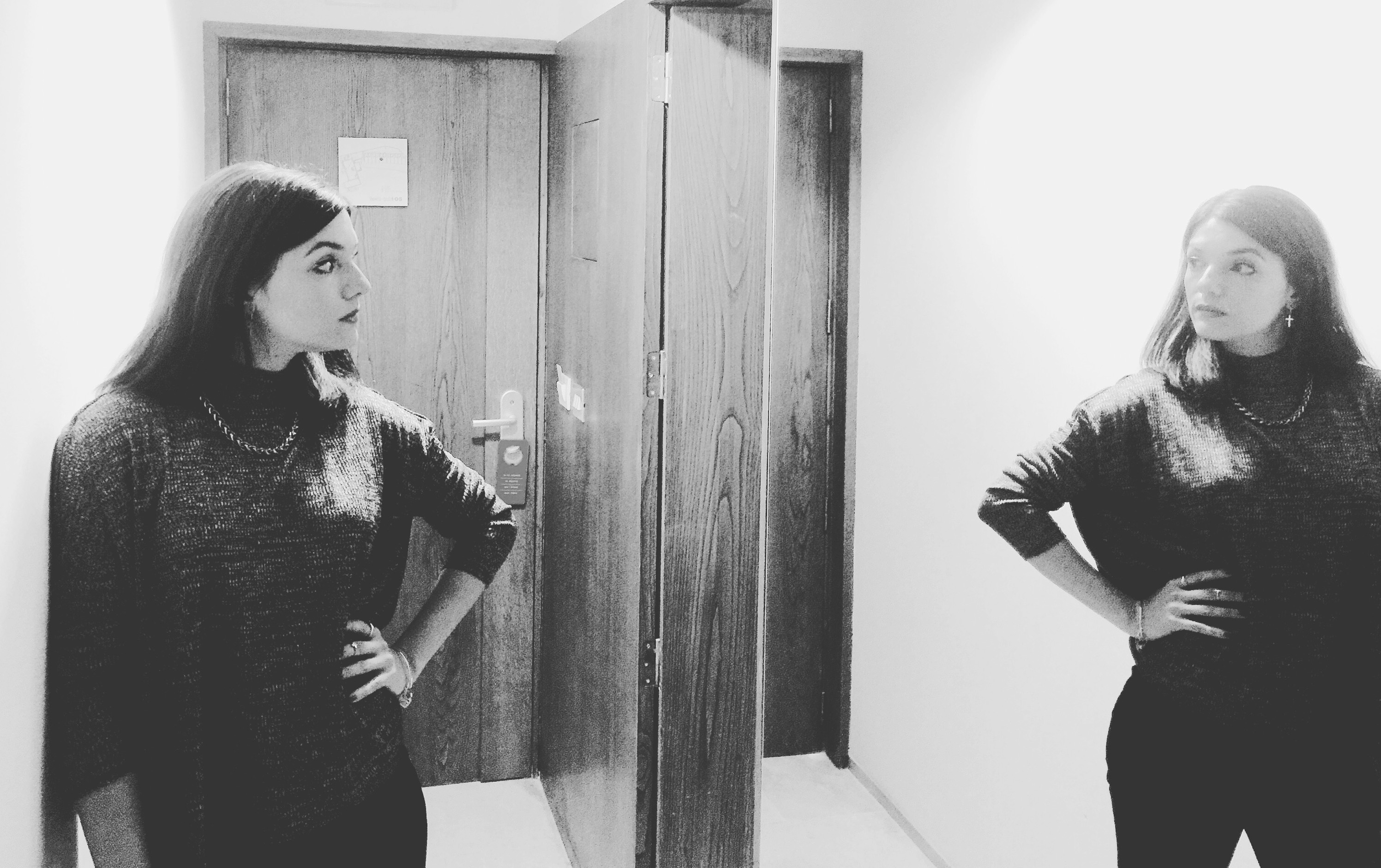
Sabrina Praga à Lisbonne en 2015

Sabrina Praga, née en 1982 à Buenos Aires, est une actrice argentine de cinéma, de séries télévisées, de web-séries et de théâtre qui vit à Madrid en Espagne.

## Filmographie
- 2004 : Imaginación (court métrage) : Ella
- 2005 : El pasado es mañana (série télévisée) (7 épisodes)
- 2006 : Piedras en el bolsillo (court métrage)
- 2006 : The Maidens' Conspiracy : Dama del Espejo
- 2006 : The Distance :la prostituée
- 2007 : Dolly (court métrage) : Paula
- 2008 : Mi gemela es hija única (série télévisée) : Rebeca Mendoza (3 épisodes)
- 2009 : El sueño de Angela Froid: La Trilogía (court métrage)
- 2009 : Pasapalabra (série télévisée, 3 épisodes) : elle-même
- 2010 : Retornos : Tania
- 2010 : Todas las canciones hablan de mí : Vicky
- 2012 : Love Is Like a Cigarette (court métrage)
- 2010-2013 : Inquilinos (série télévisée) : Sabrina (7 épisodes)
- 2013 : Despechados (série télévisée) : Lidia
- 2014 : The End of Comedy (série télévisée) : Chica
- 2015 : Yo, presidenta (court métrage) : Ana
- 2015 : ¿Cuánto pesa un oso polar? (court métrage) : Lola
- 2015 : De chica en chica : Rai
- 2016 : El Partido (série télévisée) : Professeure Julia
- 2016 : Bajo sospecha (série télévisée) : Mercedes (7 épisodes)
- 2015-2016 : RestartUp (série télévisée) : Lola (13 épisodes)
- 2016 : Tini: The New Life of Violetta : Cronista Awards
- 2016 : Luces de neón (court métrage) : Ms Wallace
- 2017 : Vergüenza (série télévisée, 1 épisode)
- 2018 : El camino de la totalidad (court métrage) : The Porch House - Casa Kessler
- 2018 : Neverfilms (série télévisée, 20 épisodes) : Lorena